# Palau Bembo
El Palau Bembo és un palau venecià, situat al barri de San Marco i amb vistes al Gran Canal, no gaire lluny del Pont de Rialto i al costat del Palau Dolfin Manin.

## Història
Construït per la família patrícia Bembo al segle XV, va ser remodelada diverses vegades al llarg dels segles, sobretot interiorment, però exteriorment encara manté la seva distribució original, amb l'excepció de les formes de les golfes.Avui dia l'edifici acull un negoci hoteler i un espai d'exposicions d'art contemporani.

## Arquitectura
La façana de Ca' Bembo, un excel·lent exemple d'unificació entre diversos edificis mitjançant l'ús de diversos recursos, inclosa la presència d'un balcó continu, mostra un clar aspecte gòtic venecià, amb els seus tres nivells de finestres ogivals: d'aquestes, els parells de pentàfors de la planta principal i la planta superior, amb el seu aspecte senzill, tenen una importància particular. Els nivells estan separats per marcs de pedra esculpits en baix relleu.
A l'interior hi ha una escala del segle XVII que dona al pati interior i que condueix a la planta principal, on hi ha decoracions que daten del mateix segle, d'estil barroc. El portego, o sala de recepció, es desenvolupa en correspondència amb la finestra amb mainell de la dreta. Avui acull exposicions durant les Biennals d'Art i Arquitectura, i el 2012 va comptar amb la presència d'arquitectes-artistes de gran renom com ara Piero Lissoni, Joel Hufmann, Frank Salama i Fausto Ferrara.